# Gunilla Banks
Gunilla Banks, född 17 december 1936, är en svensk författare.